# 一院制

両院制を採用している国
一院制を採用している国
一院制及び諮問機関を採用する国
議会がない国

一院制（いちいんせい、英: unicameral system）とは、一つの「議院」のみで構成される議会が政治的な議論を行い活動する制度である。対照的な制度は両院制。

## 概要
「院」が複数あるのは、中世のヨーロッパの「身分制議会」であったことに起因する。フランスの三部会は、「貴族」「僧侶」「平民」の三つの身分階級から一つの院が構成されていた。この内、平民の議員のみ選挙で選出されていた。中世のスウェーデンの議会の始まりは、「貴族」「聖職者」「富豪」「農民」の会合は19世紀に身分制度が廃止されるまで続き、1866年には二院制に再編して第一院の議員は県議会から適宜補充され、第二院は直接選挙で選ばれる制度であった。しかし、1971年に「高負担高福祉」の国家が既に貴族制度もなくなり、議員が増えると歳出が無駄に増える無駄な議院を二つも持つ必要はないとの理由から、二院制を廃止して直接選挙だけの一院制へと移行した。
フィンランド・ノルウェー・デンマークなどスカンデナヴィアを中心とした高負担高福祉の北欧諸国では1970年代に両院制から一院制に移行した。他に先進国ではイスラエル・ニュージーランド・ポルトガル・ルクセンブルクなどが一院制である。世界の主要国で両院制を採用している国では下院を「国民代表」の議会としている。上院については、連邦制の国家であるアメリカ・カナダ・ロシア・ドイツ・オーストリア・ベルギー・オーストラリア・インド・メキシコ・ブラジル・マレーシア・パキスタン・アルゼンチンなどように「連邦代表」の院を上院とする国と、イギリスの貴族院のように昔のまま上院を「階級代表」の議会として分けている。日本のように上院も下院も、双方が一般の国民の投票から「国民の代表」として選ばれるという議会を二つ置くという二院制の国は珍しい。フランスでは下院は有権者による投票の「国民の代表」の議会であるのに対して、上院では地方議員が占める選挙人団が投票する。当選者は地方議員や首長と上院議員とを兼任する。連邦国家であるドイツでは各州の人口に応じて上院議員数が決められており、下院議員と違って国民の投票による選挙では選ばれず、各州による派遣制となっている。同じく連邦制のアメリカの上院は任期6年で、2年に一度3分の1ずつ改選される全50州から各州2名の合計は100人の州の代表で構成されている。
一院制をとる代表的な民主主義国としてスウェーデン・トルコ（トルコ大国民議会）・韓国（国会）・台湾（中華民国立法院）などが挙げられる。ロシアはフィリピンのように一院制から両院制へ移行した国である。ロシアは連邦構成主体の行政府と立法府それぞれの長を上院のメンバーにしていたが、2000年には任期4年でその代弁者らを上院議員とするドイツの上院議会の仕組みのようになった。
パリ第二大学教授のピエール・アヴリルによると、フランスでは19世紀末から両院制がとられ、しばしば一つの主権に（上下両院）二つの議会はおかしいという批判を受けたが、1946年及び1969年の憲法改正の国民投票では賛成を得られず上院が維持されており、「強いて問題があるとすれば、更に近代化を進めるべき」と指摘している。連邦国家であるベルギーでは2004年8月に首相のヴェルホフスタットが上院を下院に吸収合併する一院制移行の提案をしたが失敗している。欧州連合（EU）の立法システムは、欧州議会及び閣僚理事会双方の承認を要する方向に進んでおり、一種の二院制のような形になっているとされる。
日本では、参議院（上院）について、衆議院（下院）と全く同じ意思を示すと「カーボンコピー」（英: Carbon Copy）と揶揄され、衆議院と正反対の意思を示すと「決められない政治」と言われる難しい存在であるという指摘がある。そのため参議院不要論など一院制への移行が主張されることがある。一方、一票の格差が衆議院より大きい人口比例により大都市部の代表が増えて農村部ないし非都市部の代表が減ることへの危惧などから、衆議院とは異なり参議院については地域代表の院としての性格を持たせることで独自性を発揮させるべきといった意見もある。

## 一院制の特徴

### 利点
1. 二院のねじれによる政治の行き詰まりがない[16]。
2. 立法の迅速化が可能となる[16]。
3. 審議の効率化が可能となる[16]。
4. 議会の開催のコストを低減できる[16]。

### 欠点
1. 議会が一院のみで独走を防ぐ機関がない[16]。
2. 審議の慎重さを欠き議案の拙速な処理が行われる可能性がある[17]。
3. 二院制に比べて代表の多様性の点で劣る[17]。
4. 一つしかない議会が解散されて総選挙が行われる前に、議会決議が必要な事態に対応できない恐れがある。

## 一院制を採用している国

両院制を採用している国
一院制を採用している国
一院制及び諮問機関を採用する国
議会がない国

五十音順。★印は活動停止中。

### 国家成立時から採用している国
- アゼルバイジャン、 アラブ首長国連邦、 アルメニア、 アンゴラ、 アンドラ、 イエメン、 イスラエル、 インドネシア、 ウガンダ、 ウクライナ、 エリトリア
- ガーナ、 カーボベルデ、 カタール、 ガンビア、 北朝鮮、 ギニア、 ギニアビサウ、 キプロス、 キリバス、 グアテマラ、 クウェート、 クック諸島、 ジョージア、 コモロ
- サモア、 サントメ・プリンシペ、 ザンビア、 サンマリノ、 シエラレオネ、 ジブチ、 シリア、 シンガポール、 スリナム、 スロバキア、 セーシェル、 セネガル、 セルビア、 セントクリストファー・ネイビス、 セントビンセント・グレナディーン、 ソマリア、 ソロモン諸島
- タンザニア、 中央アフリカ共和国、 中華人民共和国、 チュニジア、 ツバル、 ドミニカ国、 トンガ
- ナウル、 ニウエ、 ニジェール
- バチカン市国、 パナマ、 バヌアツ、 パプアニューギニア、 パレスチナ★、 バングラデシュ、 フィンランド、 ブルガリア、 ブルネイ、 ベトナム、 ベナン、 ボツワナ
- 北マケドニア、 マーシャル諸島、 マラウイ、 マリ、 ミクロネシア連邦、 南スーダン、 モーリシャス、 モザンビーク、 モナコ、 モルドバ、 モルディブ、 モンゴル
- ラトビア、 リトアニア、 リヒテンシュタイン、 ルクセンブルク、 ルワンダ、 レバノン

## 二院制から一院制に移行した国
数字は、一院制に移行した年。★印は活動停止中。
- アイスランド (1991年) 、 アルバニア (1928年) 、 イラク (1958年)[注釈 1] 、 イラン (1979年) 、 ウズベキスタン（2005年）、 エクアドル (1979年) 、 エジプト (1952年) 、 エストニア (1940年) 、 エルサルバドル (1886年)
- ガイアナ (1966年) 、 韓国 (1961年) 、 キューバ (1960年) 、 ギリシャ (1935年) 、 キルギス (2005年) 、 クロアチア (2001年) 、 ケニア (1966年) 、 コスタリカ (1869年)
- ジンバブエ (1989年) 、 スウェーデン (1970年) 、 スーダン (1958年) 、 スリランカ (1971年)
- 中華民国（2005年）、 デンマーク (1953年) 、 トルコ (1980年)[注釈 2] 、 トルクメニスタン (2023年) 、 ニカラグア (1979年) 、 ニュージーランド (1951年)
- ハンガリー (1945年) 、 ブルンジ (1966年) 、 ベネズエラ (1999年) 、 ペルー (1992年) 、 ポルトガル (1974年) 、 ホンジュラス (1866年)
- マルタ (1936年)
- ラオス (1975年) 、 リビア★ (1969年)
- 海外領土: 米領バージン諸島、 英領バージン諸島、 グアム、 グリーンランド、 ケイマン諸島、 ジブラルタル
- 中華人民共和国における特別行政区: 香港、 マカオ

## 一院制から二院制に移行した国
数字は、二院制（≒両院制）に移行した年。
- アルジェリア (1996年) 、 エチオピア (1995年)
- カザフスタン (1995年) 、 ガボン (1991年) 、 カメルーン（2013年）、 カンボジア (1998年) 、 キルギス (1994年) 、 グレナダ (1983年) 、 クロアチア (1990年) 、 コートジボワール（2016年）、 コンゴ共和国 (1992年)
- スペイン (1976年) 、 赤道ギニア（2012年）、 セネガル (1998年)
- タジキスタン (1999年) 、 チャド (2025年) 、 ドイツ (1949年) 、 トーゴ（2024年）、 ドミニカ共和国 (1924年)
- ナミビア (1989年) 、 ネパール (1990年)
- ハイチ (1987年) 、 パキスタン (1973年) 、 パラオ (1981年) 、 パラグアイ (1967年) 、 フランス (1852年) 、 ブルキナファソ (1991年) 、 ベラルーシ (1996年) 、 ポーランド (1989年) 、 ボスニア・ヘルツェゴビナ (1998年)
- メキシコ (1874年) 、 モーリタニア (1991年) 、 モロッコ (1996年)
- ルーマニア (1991年) 、 ロシア (1993年)